# Kastellet, Stockholm

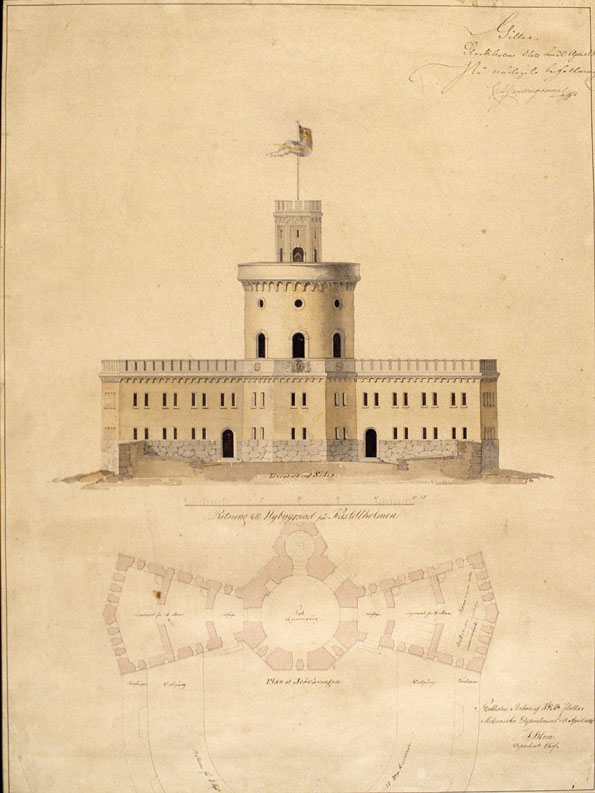
Desenul lui Fredrik Blom din 1846

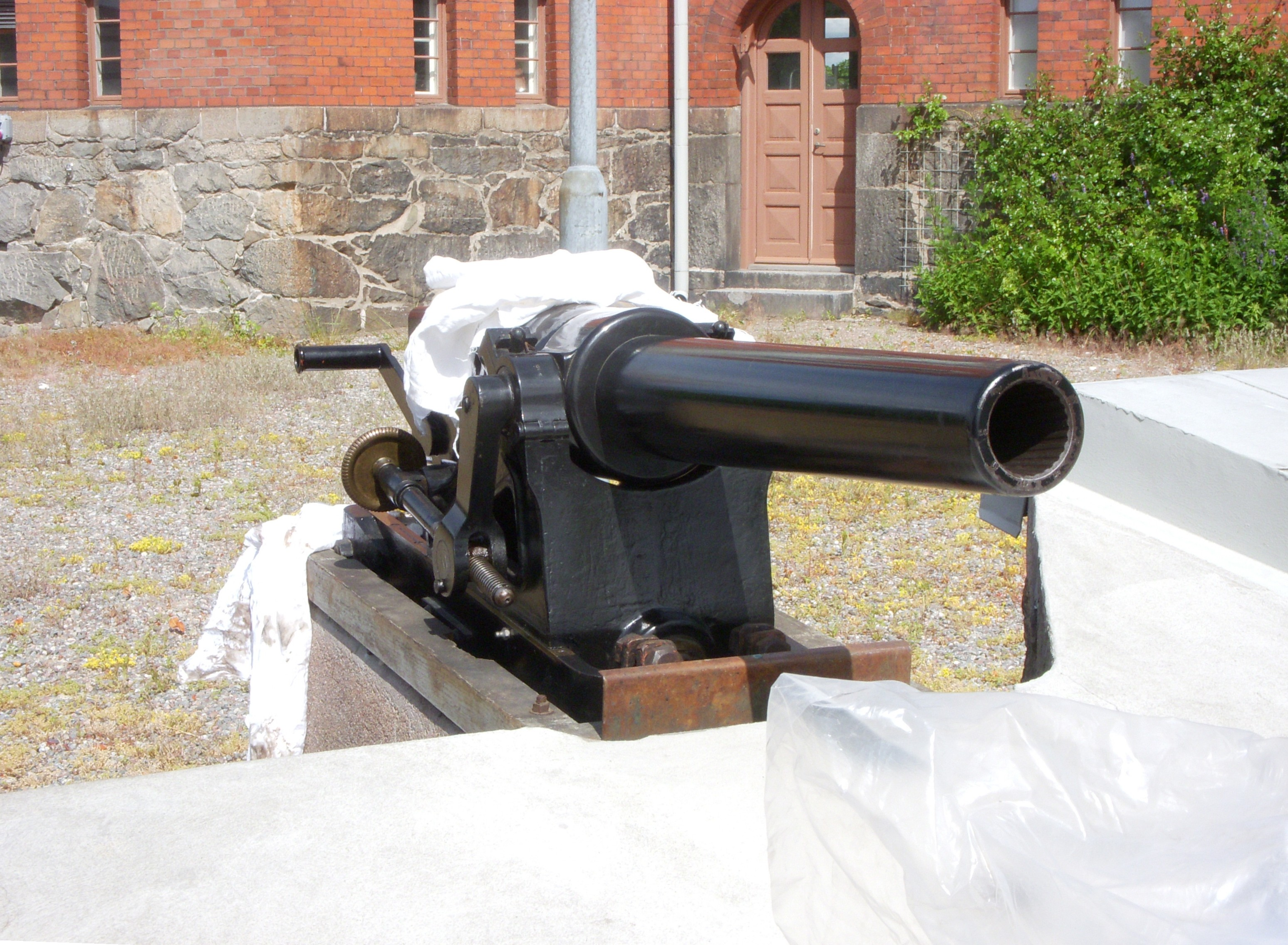
Unul dintre tunurile de salut de la Kastellet, iunie 2010

Kastellet este o clădire de pe insula Kastellholmen⁠(d) din centrul Stockholmului. Din 1935, Kastellet este monument de stat. În fiecare zi, din anii 1660, steagul de război al Suediei flutură pe castel.

## Istoria castelului
Primul castel a fost construit în 1667 de către arhitectul Erik Dahlbergh⁠(d). După ce flota s-a mutat la Karlskrona în 1680, castelul a căzut în paragină. Odată cu înființarea Escadronului de nave și galerii în 1715, castelul a fost renovat, iar apoi și-a schimbat numele în Lilla kastellet södra rundeln. Cu toate acestea, a urmat o nouă decădere în ultima parte a secolului al XVIII-lea, iar în 1784 s-a decis printr-o scrisoare regală că va exista doar ca memorial și salut pentru navele care intră și ies din port. Casa a fost reconstruită și de această dată consta dintr-o clădire octogonală de piatră cu un etaj. Pe acoperiș se afla un felinar cu stâlp, iar la subsol era amenajată o magazie de praf de pușcă.
În după-amiaza zilei de 21 iunie 1845, Stockholm a fost zguduit de explozia magaziei de praf de pușcă, care era folosită drept fabrică de muniții. S-a decis apoi construirea unui nou castel pe același loc. Carl Fredrik Meijer⁠(d), șeful Corpului de Ingineri, a proiectat desenele pentru o clădire cu turn medieval romantic cu pereți groși și cu două aripi. Pe acoperișul plat al turnului, Meijer intenționa să amplaseze un tun cu bombe de 30 de kilograme pentru a trage asupra navelor care atacă. Într-un arc de cerc în fața castelului, ar fi fost amplasată o baterie de salut, având un calibru atât de greu încât putea să fie folosită și în scopuri de apărare directă.
Planurile au fost revizuite de arhitectul și colonelul din corpul mecanic al Marinei, Fredrik Blom⁠(d). Proporțiile turnului au fost schimbate și a fost prevăzut un turn rotund înalt de 20 de metri, care conține o scară în spirală. Cele două aripi crenelate din cărămidă turnată roșie pe un piedestal înalt de piatră gri conțineau locuințe. Clădirea a fost ridicată între 1846 și 1848.
Ideea unui tun cu bombă grea pe acoperișul lui Kastellet a fost respinsă în timpul procesului de construcție, dar cele opt tunuri de 12 de kilograme au fost inițial păstrate. Cu toate acestea, la scurt timp după finalizare, tunurile au fost schimbate cu altele de calibru mai mic, iar astăzi navele de război care vizitează sunt întâmpinate de patru tunuri de salut de pe terasa de vizitare a Kastellet. Castelul și-a recâștigat funcția defensivă în timpul celui de-al Doilea Război Mondial, când a devenit parte din apărarea aeriană permanentă a Stockholmului. Turnul și bateria de apărare au fost echipate cu tunuri antiaeriene cu foc rapid.
În 1956, locuințele au fost considerate nepotrivite, iar în anii 1970 au fost transformate în birou și sală de conferințe.

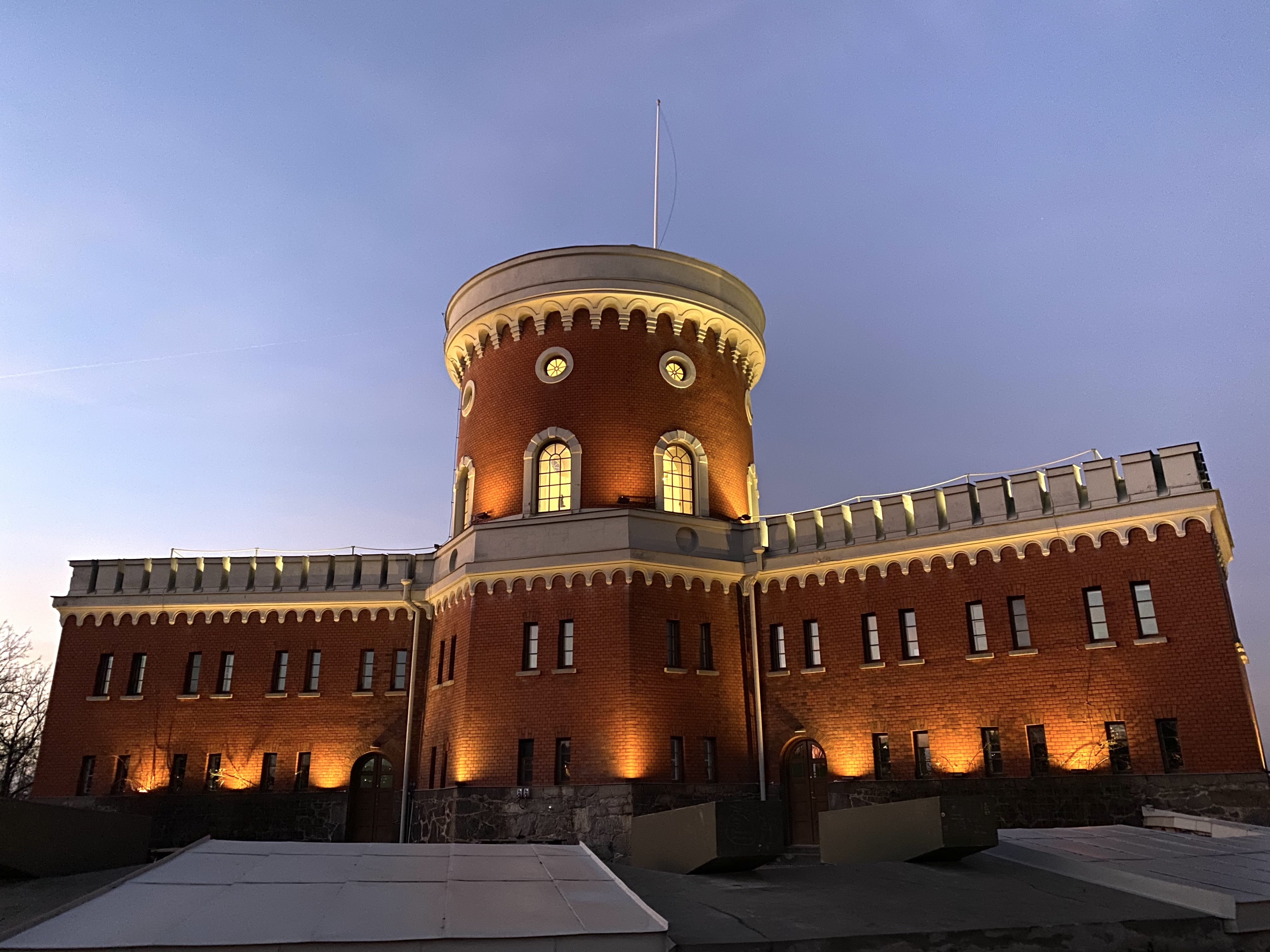
Fațada castelului este luminată seara.